# Linda Wagenmakers
Linda Wagenmakers (ur. 30 listopada 1975 w Arnhem) – holenderska piosenkarka i aktorka, która zasłynęła w kraju dzięki wcieleniu się w rolę Kim w holenderskiej wersji musicalu Miss Saigon, którą grała przez trzy lata.
Występowała również w serialu telewizyjnym Westenwind, którego tytułowa piosenka „Laat me vrij om te gaan” stała się jej pierwszym przebojem. W 2000 roku reprezentowała Holandię z utworem „No Goodbyes” w 45. Konkursie Piosenki Eurowizji organizowanym w Sztokholmie.
Jej pierwszy solowy album zatytułowany Full Circle ukazał się w 2005 roku. Linda użyczyła swojego śpiewu w niderlandzkiej wersji filmu animowanego Klub Winx − Tajemnica morskich głębin.

## Dzieciństwo i edukacja
Linda Wagenmakers urodziła się 30 listopada 1975 roku. Pochodzi z muzykalnej rodziny. Jako ośmiolatka zaczęła śpiewać w musicalach, zaś od 14 roku życia pobierała lekcje śpiewu. Wybrała muzykę jako dodatkowy przedmiot podczas nauki w szkole średniej (VWO). Następnie rozpoczęła studia prawnicze na Uniwersytecie w Utrechcie.

## Kariera muzyczna
Na pierwszym roku studiów wzięła udział w przesłuchaniach do musicalu Miss Saigon. Jej kandydatura została zaakceptowana, dzięki czemu zagrała główną rolę w sztuce – postać Kim, w którą wcielała się przez 3 lata. Rola zapewniła jej popularność w kraju.
W 2000 roku zgłosiła się do udziału w krajowych eliminacjach eurowizyjnych z utworem „No Goodbyes”, którą napisał Ellert Driessen, zaś wyprodukował Jerry Wolff. Pod koniec lutego wystąpiła w finale selekcji i zajęła ostatecznie pierwsze miejsce w głosowaniu jurorów i telewidzów, dzięki czemu została wybrana na reprezentantkę Holandię w 45. Konkursie Piosenki Eurowizji organizowanym w Sztokholmie. 13 maja wystąpiła w finale widowiska i zajęła w nim ostatecznie 12. miejsce z 40 punktami na koncie. Podczas występu towarzyszyli jej tancerze: Gino Emnes, Yolanda Germain, Chaira Borderslee i Richard Rodermond.
Podczas swojej dotychczasowej kariery wystąpiła w następujących musicalach: Miss Saigon (rola główna – Kim), Rocky over the Rainbow (rola Maggs, nagrodzona Musicalfan), Musicals in Ahoy (zagrała Eponine),  Love Me Just a Little Bit More (2005 rok; komedia musicalowa oparta na największych przebojach zespołu Dolly Dots), Shhh...It Happens (rola główna – Sis) i  Hans en Grietje (rola główna – Caramella).
Inne osiągnięcia artystyczne Lindy Wagenmakers obejmują: udział w serialu telewizyjnym pt. Westenwind, udzielenie głosu postaci Mulan w niderlandzkiej wersji filmu Disneya pt. Mulan I i II, występowanie z różnymi chórami muzyki gospel, członkostwo w grupie gospelowej SALT, udzielenie głosu w filmie Disneya The Princess and the Frog (główna rola – Tiana; 2010 rok) i rola Lady of the Lake w niderlandzkiej wersji Monthy Pythons' Spamalot (2010).
W 2005 roku ukazał się jej pierwszy solowy album zatytułowany Full Circle.

## Życie prywatne
10 marca 2000 roku Linda Wagenmakers poślubiła Grega Kromosoeto. Jest matką dwóch dziewczynek: Lois (ur. 2002) i Eve (ur. 2008).